# Roewe iMAX8
Roewe iMAX8 — минивэн, выпускаемый с 2020 года под брендом Roewe китайского автопроизводителя SAIC Motor.

## История
Модель представлена в сентябре 2020 года на Пекинском автосалоне, с октября 2020 года в продаже в Китае по ценам от 188.800 до 253.800 юаней, однако, далеко от лидеров продаж в сегменте минивэнов: в 2020 году около 14 000 единиц, тогда как, например, Buick GL8 продано 170 000 единиц.
Модель стала первым минивэном бренда, создана на базе Maxus G20 на новой платформе SIGMA, оснащается безальтернативным 2,0-литровым турбомотором мощностью 234 л. с. в паре с 8-ступенчатым «автоматом» Aisin, привод — только передний.
В марте 2022 года была представлена и поступила на рынок в августе 2022 года электроверсия iMAX8 EV, оснащена одним электромотором мощностью 245 л. с. на передней оси и литий-ионной тяговой батареей емкостью 90 кВт∙ч, заявленный запас хода на одной зарядке — 555 км по циклу CLTC.
В марте 2023 года произведён фейслифт: изменены оформление решётки радиатора и передний бампер.
| Год  | Объём продаж |
| ---- | ------------ |
| 2020 | 10 356       |
| 2021 | 13 903       |
| 2022 | 8495         |

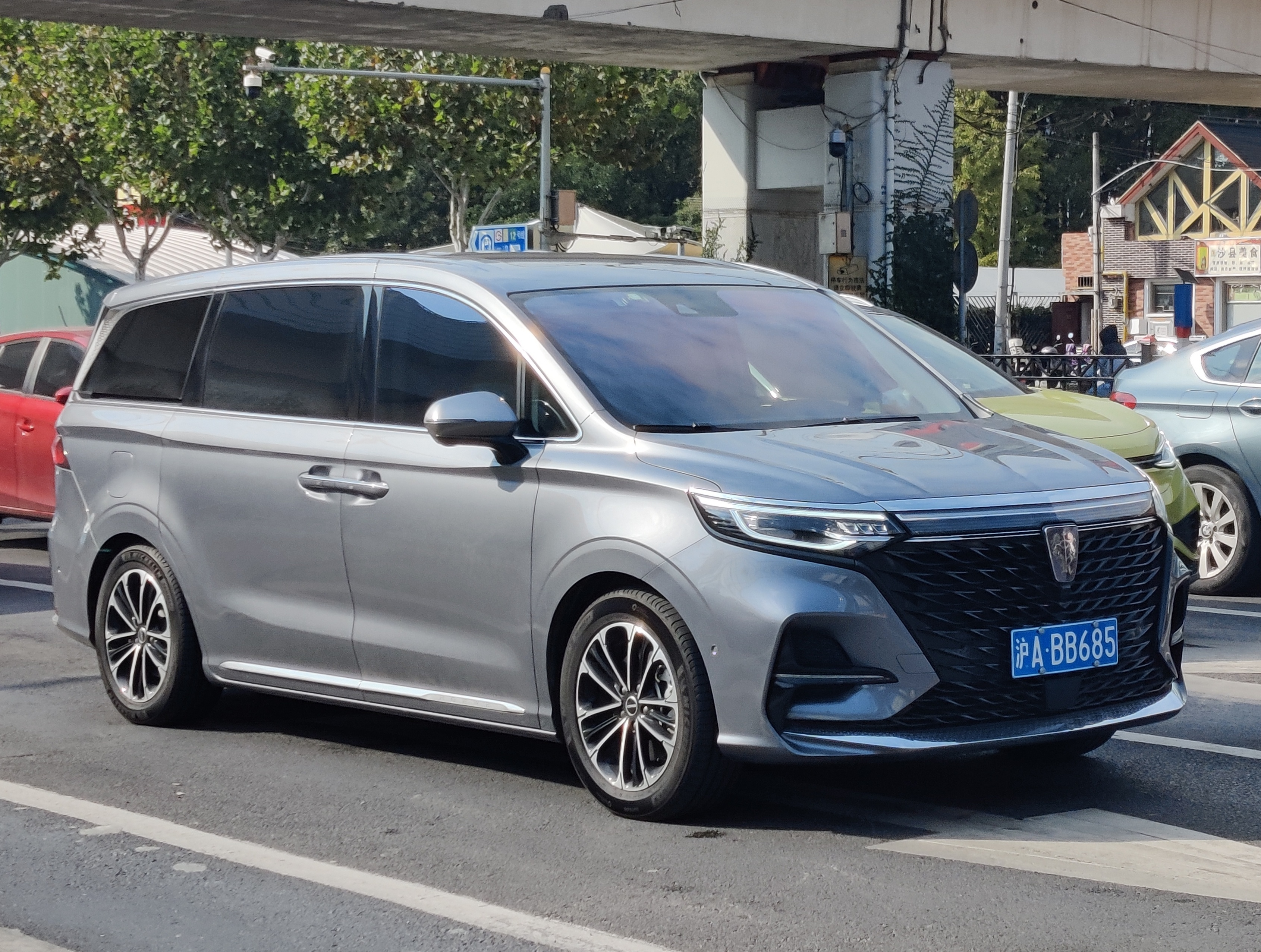
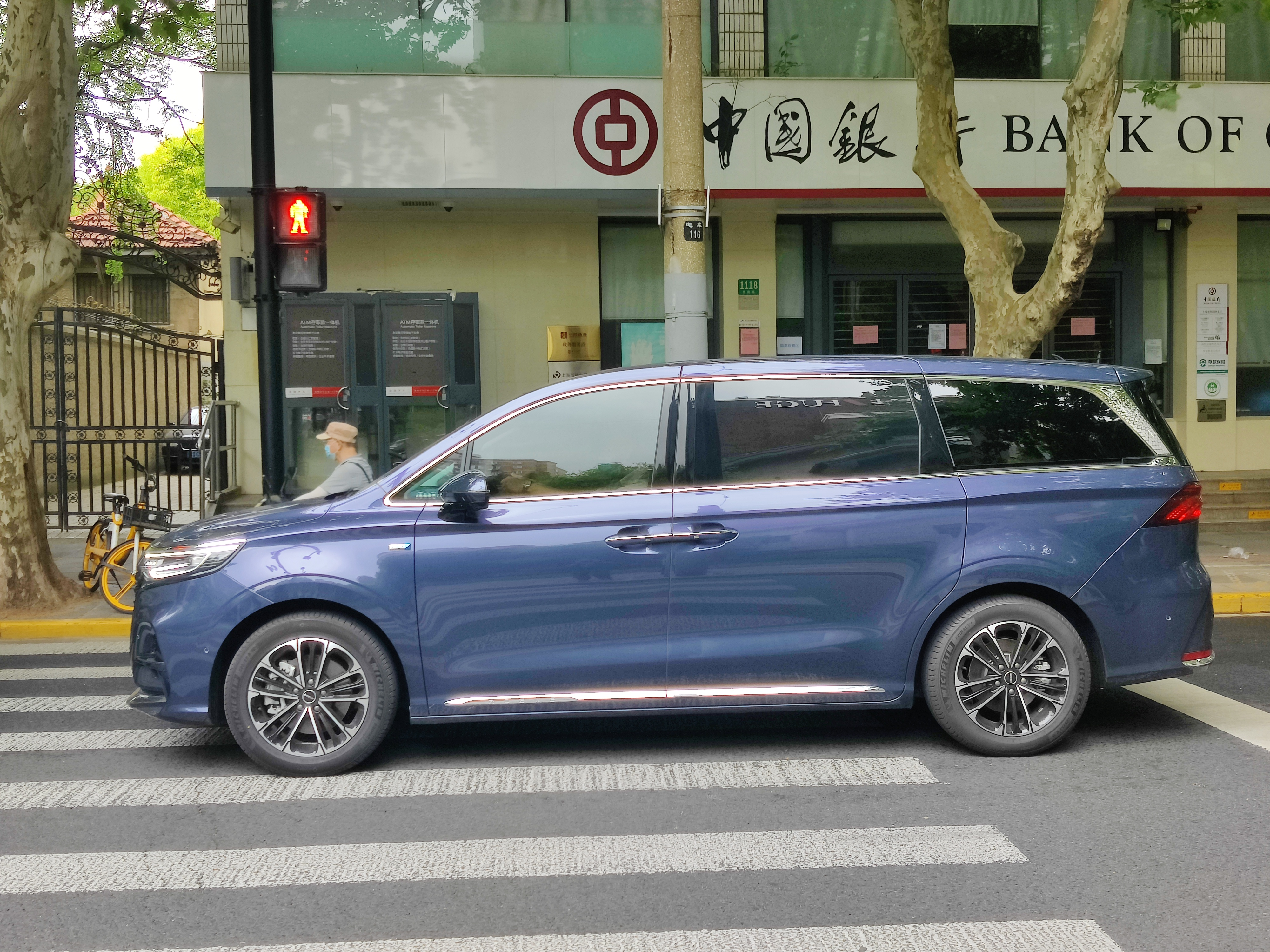
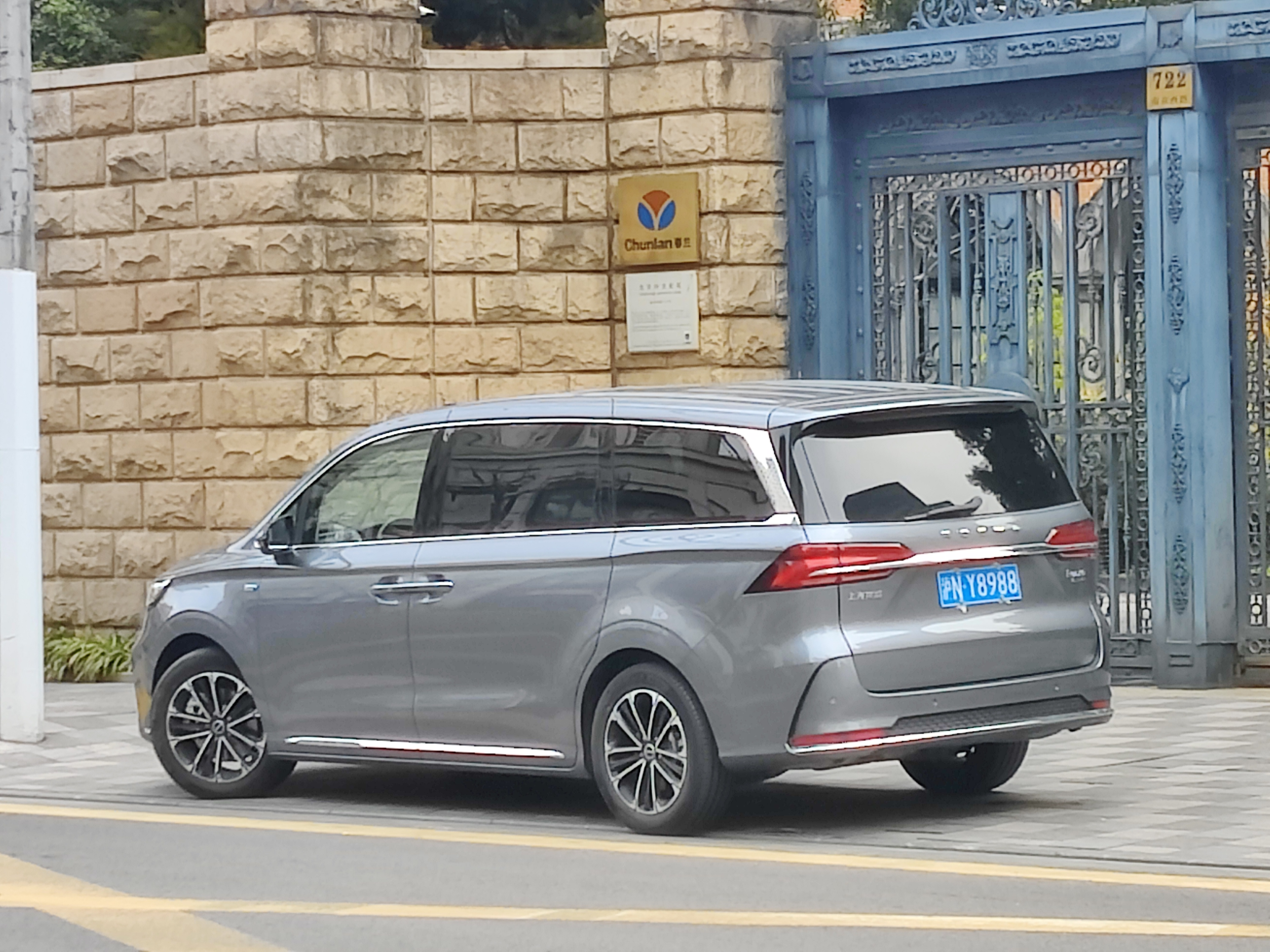

На рынке России марка Roewe официально не представлена, но весной 2023 года по схеме параллельного импорта российскими дилерами минивэн предлагался по цене 3 807 000 рублей.